# Плёса
Плёса — река в Дрогичинском районе Брестской области Белоруссии. Относится к бассейну реки Ясельда (левого притока Припяти).

## Гидрография
Река Плёса начинается в 1,5 км к западу от деревни Завершье, течёт по западной окраине Припятского Полесья и впадает в озеро Споровское. Устье находится в 2 км к северу от деревни Кокорица.
Длина реки составляет 15,5 км. Площадь водосбора — 68 км². Средний наклон водной поверхности — 0,9 м/км. Русло канализовано.